# Jičínská pahorkatina
Jičínská pahorkatina je geomorfologický celek na východě Severočeské tabule. Zaujímá části okresů Jičín a Trutnov v Královéhradeckém kraji, Mladá Boleslav ve Středočeském kraji, Liberec, Jablonec nad Nisou a Semily v Libereckém kraji. Nejvyšším bodem je vrch Sokol (562 m). V západní části území se nachází CHKO Český ráj, značná část území patří do šířeji pojatého turistického regionu Český ráj.

## Charakter území
Území lze charakterizovat jako členitá pahorkatina, místy plochá vrchovina budovaná svrchnokřídovými kvádrovými kaolinickými pískovci, vápnitými pískovci, jílovci a slínovci s rozptýlenými průniky drobných těles třetihorních bazaltoidních hornin. Reliéf je tektonicky podmíněný strukturně denudační, v severní a severovýchodní části výrazně tektonicky porušený. Typické tvary jsou kuesty, tabulové plošiny, hrásťové a antiklinální hřbety, erozně denudační a tektonicky podmíněné kotliny a brázdy, také říční terasy. Krajinné dominanty jsou vypreparované neovulkanické kopce a pískovcová skalní města.

## Poloha
Jičínská pahorkatina se táhne převážně ve směru severozápad – jihovýchod zhruba mezi městy Český Dub, Turnov, Dvůr Králové nad Labem a Mladá Boleslav. Na severozápadě je ohraničena Ralskou pahorkatinou, na severu Ještědsko-kozákovským hřbetem a Krkonošským podhůřím, na východě se krátce stýká s Orlickou tabulí, na jihu sousedí s Východolabskou a Středolabskou tabulí a na jihozápadě s Jizerskou tabulí.

## Geomorfologické členění
Celek Jičínské pahorkatiny má v geomorfologickém členění dva podcelky. Převážnou severozápadní a střední část tvoří podcelek Turnovská pahorkatina (dle Jaromíra Demka VIA–1A), na jihovýchodě je Bělohradská pahorkatina (VIA–1B). Tyto podcelky se dále člení do celkem 13 okrsků:
| Geomorfologické členění Jičínské pahorkatiny                           | Geomorfologické členění Jičínské pahorkatiny | Geomorfologické členění Jičínské pahorkatiny |
| ---------------------------------------------------------------------- | -------------------------------------------- | -------------------------------------------- |
| ČESKÁ VYSOČINA • Česká tabule • Severočeská tabule                     |                                              |                                              |
| TURNOVSKÁ PAHORKATINA                                                  | Vyskeřská vrchovina                          | Trosky (511 m)                               |
| TURNOVSKÁ PAHORKATINA                                                  | Českodubská pahorkatina                      | Zabolky (530 m)                              |
| TURNOVSKÁ PAHORKATINA                                                  | Turnovská stupňovina                         | Sokol (562 m)                                |
| TURNOVSKÁ PAHORKATINA                                                  | Mnichovohradišťská kotlina                   | Káčov (351 m)                                |
| TURNOVSKÁ PAHORKATINA                                                  | Mladoboleslavská kotlina                     | Baba (363 m)                                 |
| TURNOVSKÁ PAHORKATINA                                                  | Jičíněveská pahorkatina                      | Veliš (429 m)                                |
| TURNOVSKÁ PAHORKATINA                                                  | Chloumecký hřbet                             | U doubku (367 m)                             |
| TURNOVSKÁ PAHORKATINA                                                  | Jičínská kotlina                             | Zebín (399 m)                                |
| BĚLOHRADSKÁ PAHORKATINA                                                | Hořický hřbet                                | Chlum (450 m)                                |
| BĚLOHRADSKÁ PAHORKATINA                                                | Miletínský úval                              | Krušina (376 m)                              |
| BĚLOHRADSKÁ PAHORKATINA                                                | Libotovský hřbet                             | Dehtovská horka (526 m)                      |
| BĚLOHRADSKÁ PAHORKATINA                                                | Královédvorská kotlina                       | Kamenec (352 m)                              |
| BĚLOHRADSKÁ PAHORKATINA                                                | Královédvorská niva                          | Na borkách (291 m)                           |
| PROVINCIE • Subprovincie • Oblast / Celek / PODCELEK • Okrsek • Vrchol |                                              |                                              |

## Vrcholy
| Všechny vrcholy nad 450 m n. m. - Sokol (562 m), Turnovská p. - Zabolky (531 m), Turnovská p. - Dehtovská horka (526 m), Bělohradská p. - Trosky (511 m), Turnovská p. - Hrobka (487 m), Turnovská p. - Vyskeř (466 m), Turnovská p. - Přivýšina (464 m), Turnovská p. - Mužský (463 m), Turnovská p. - Záleský vrch (459 m), Bělohradská p. - Velká hůra (458 m), Turnovská p. - Kostelní vrch (456 m), Turnovská p. - Zbiroh (452 m), Turnovská p. - Chlum (450 m), Bělohradská p. | Všechny vrcholy s prominencí nad 100 m. - Trosky (210 m), Turnovská p. - Vyskeř (193 m), Turnovská p. - Mužský (175 m), Turnovská p. - Sokol (139 m), Turnovská p. - Přivýšina (131 m), Turnovská p. - Baba (129 m), Turnovská p. - Maxinec (127 m), Bělohradská p. - Veliš (121 m), Turnovská p. - Káčov (108 m), Turnovská p. - Chlum (103 m), Bělohradská p. |

Podrobný seznam nejvyšších a nejprominentnějších hor a kopců obsahuje Seznam vrcholů v Jičínské pahorkatině.

## Větší města
Na území celku leží okresní města Jičín a Mladá Boleslav, další větší města Turnov a Dvůr Králové nad Labem. Z dalších menších měst tu jsou Hořice, Mnichovo Hradiště, Bakov nad Jizerou, Lázně Bělohrad, Český Dub, Sobotka a Dolní Bousov.

## Vodopis
Západ území odvodňuje řeka Jizera s jejími přítoky (Zábrdka, Mohelka, Libuňka, Žehrovka, Kněžmostka, Klenice), východ území zase řeka Labe s jeho výhradně pravostrannými přítoky (např. Cidlina, Javorka a Bystřice).

## Galerie

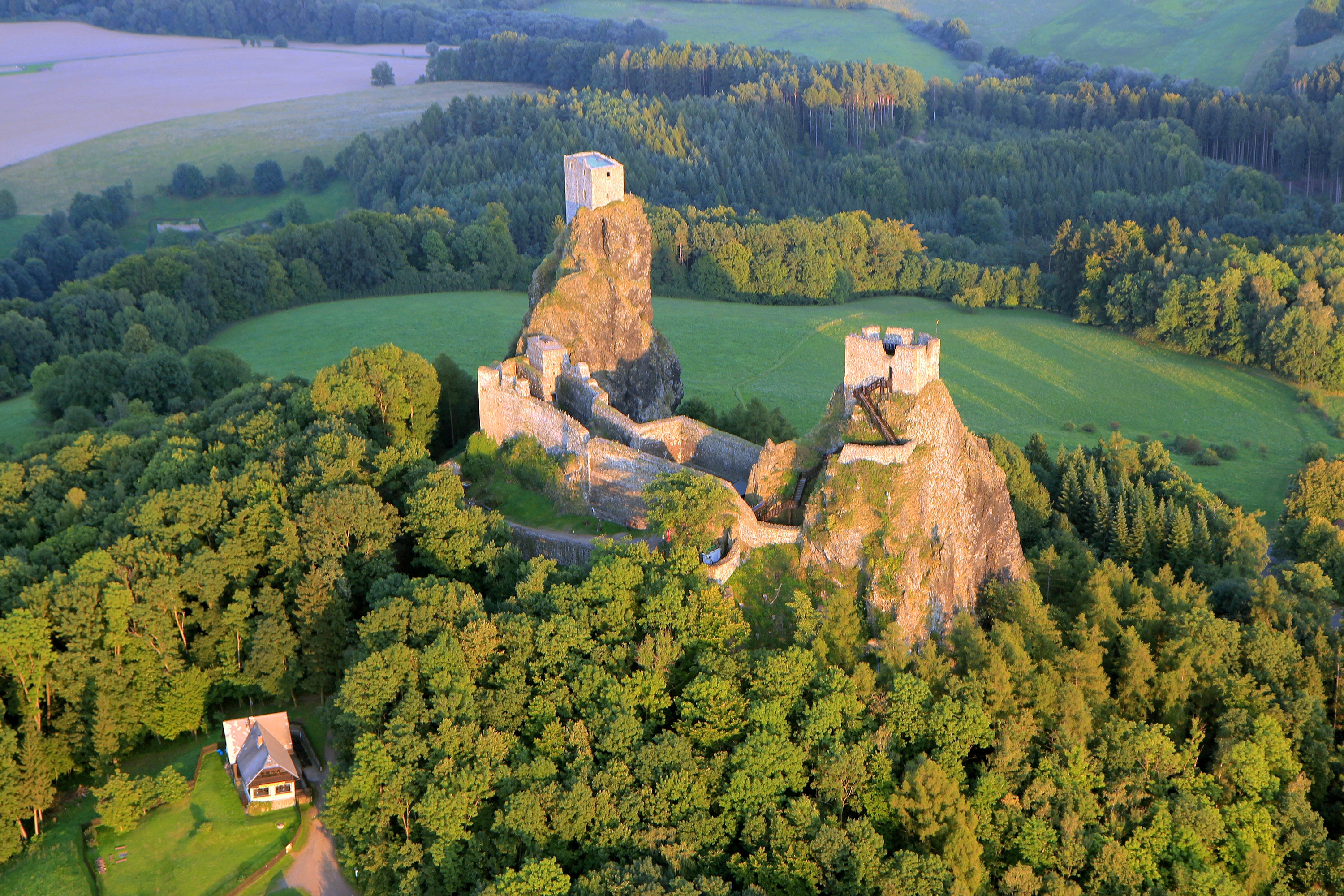
Trosky, letecký snímek
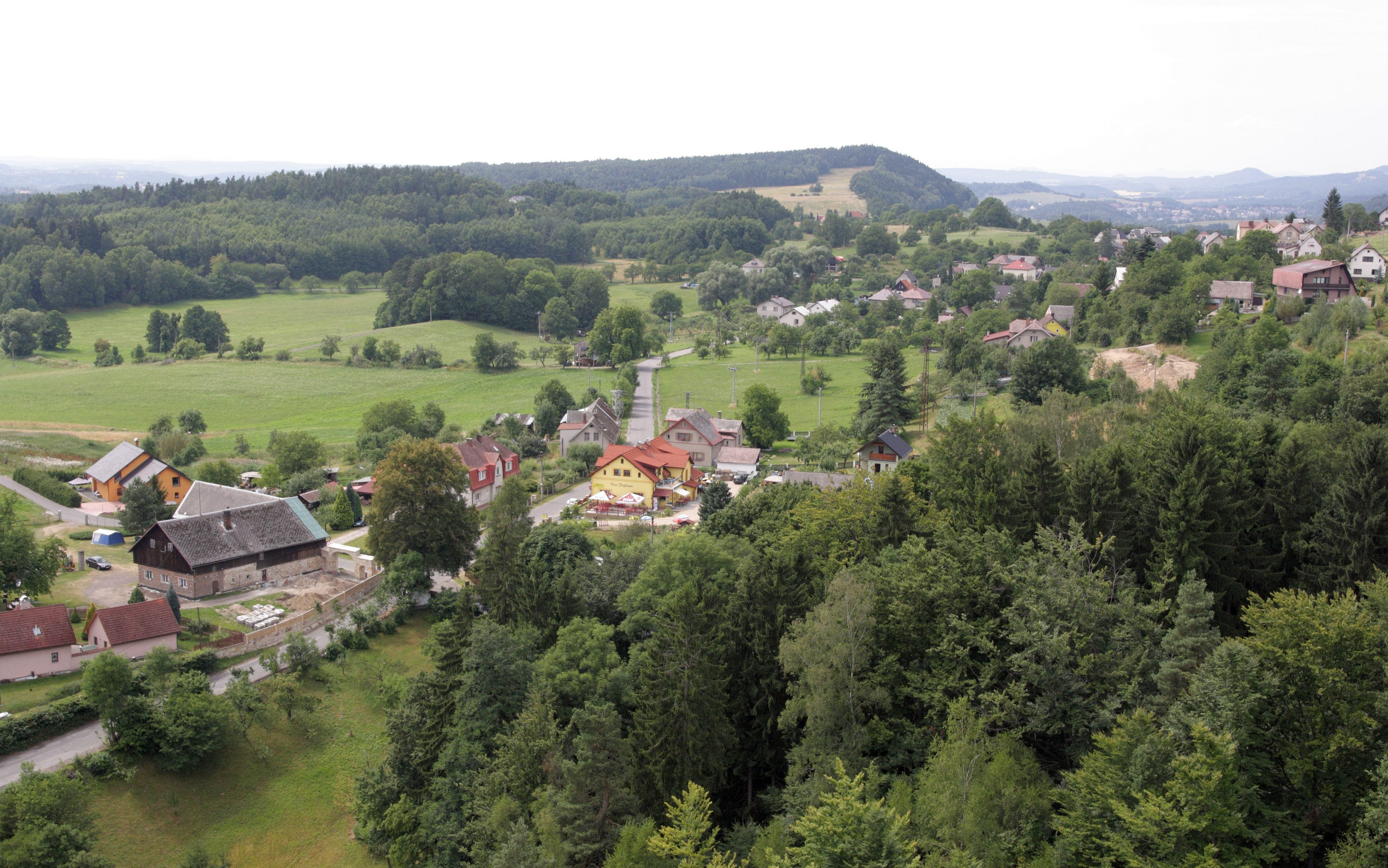
Zabolky z věže Frýdštejnu
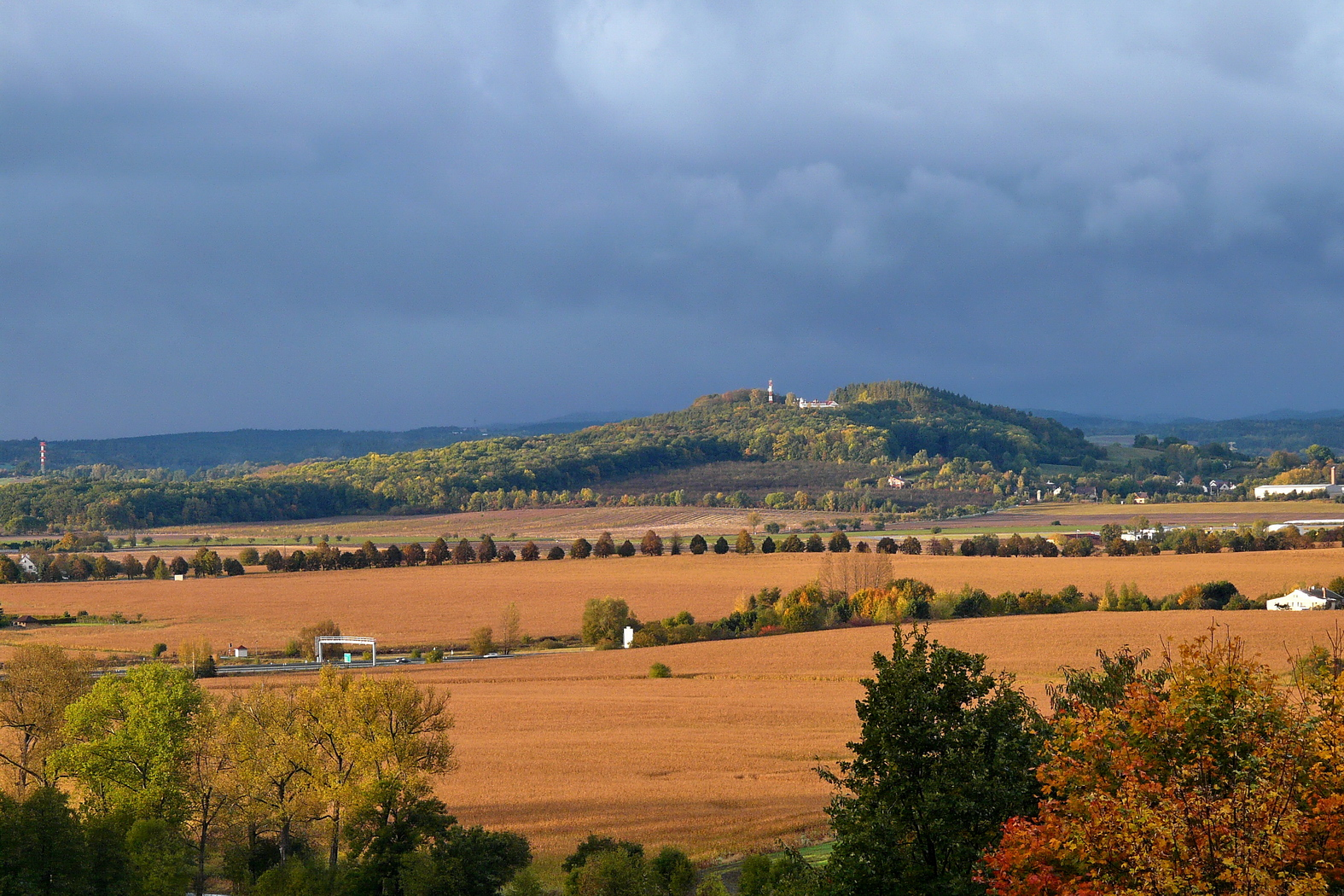
Káčov ze svahu Horky
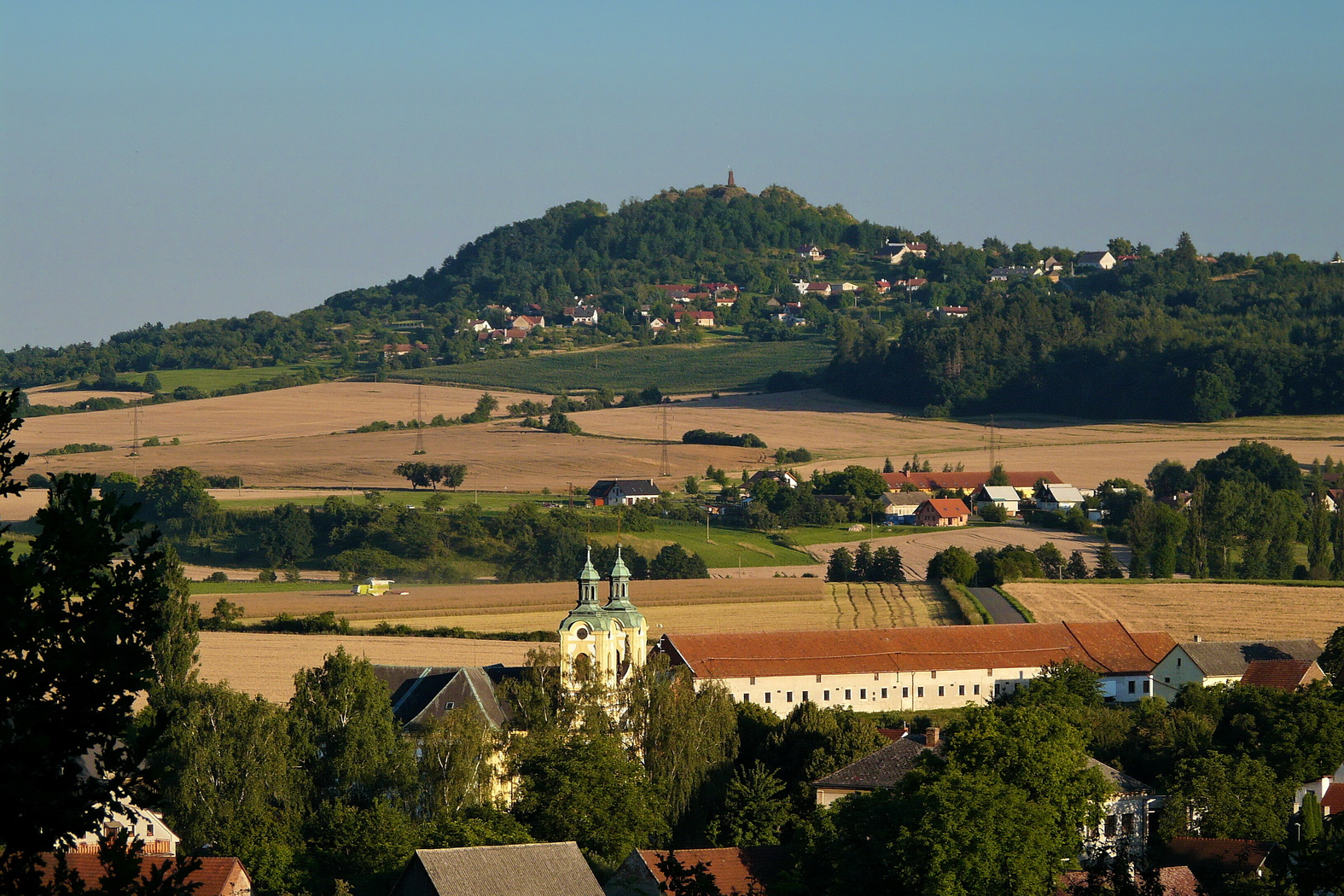
Veliš ze Svaté Anny
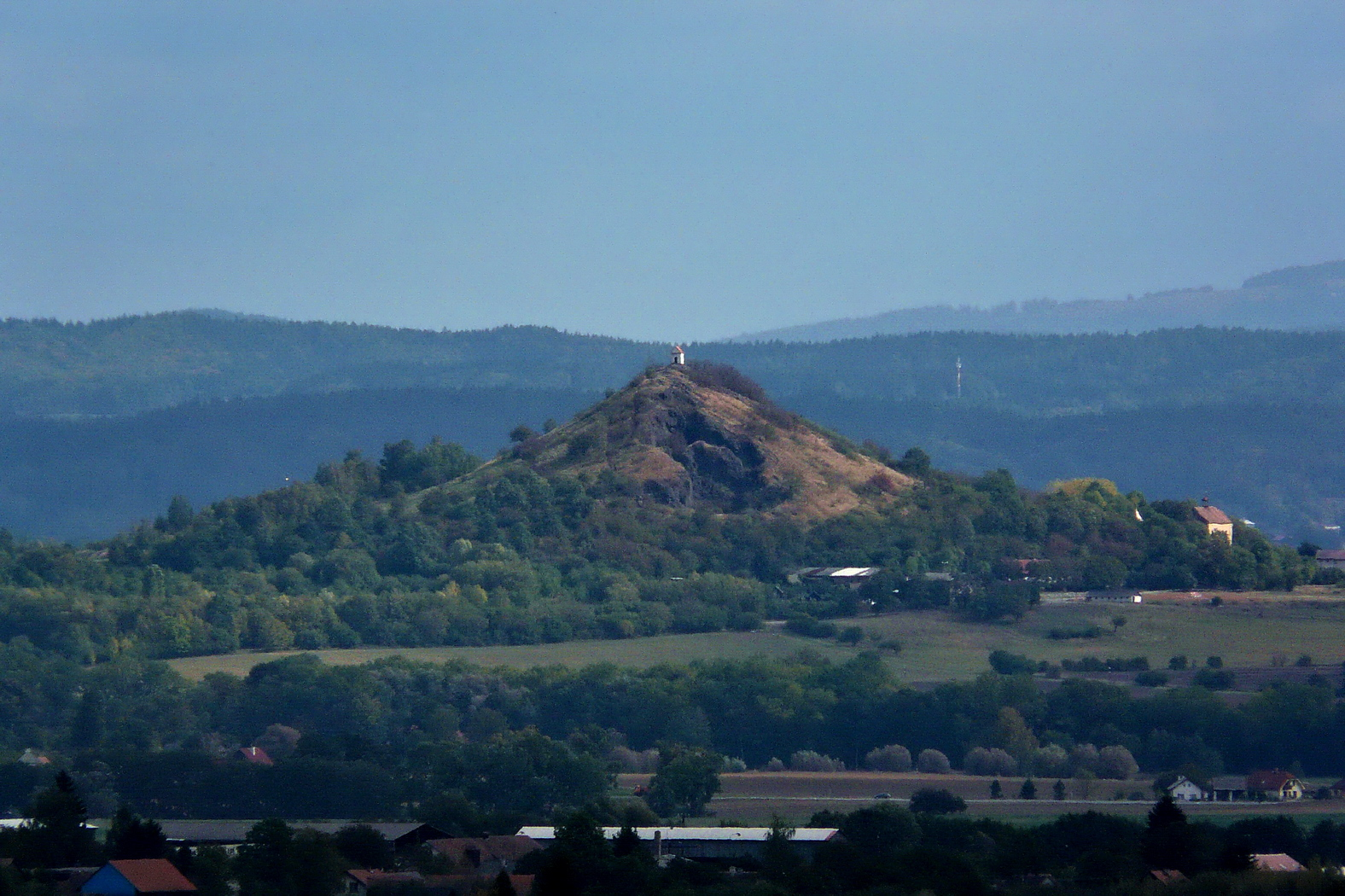
Zebín z vrchu Houser
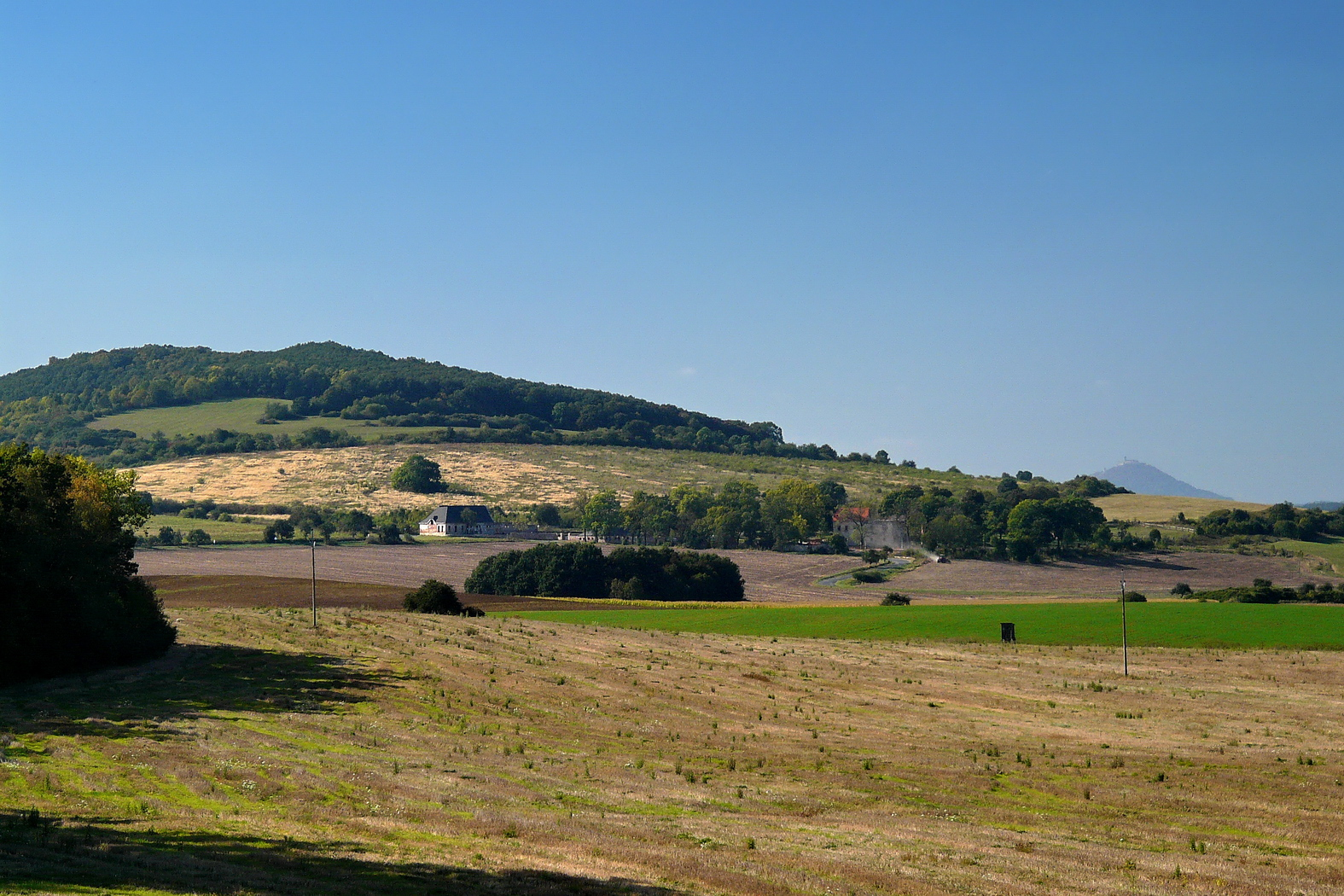
Vrcholy Baba a Dědek
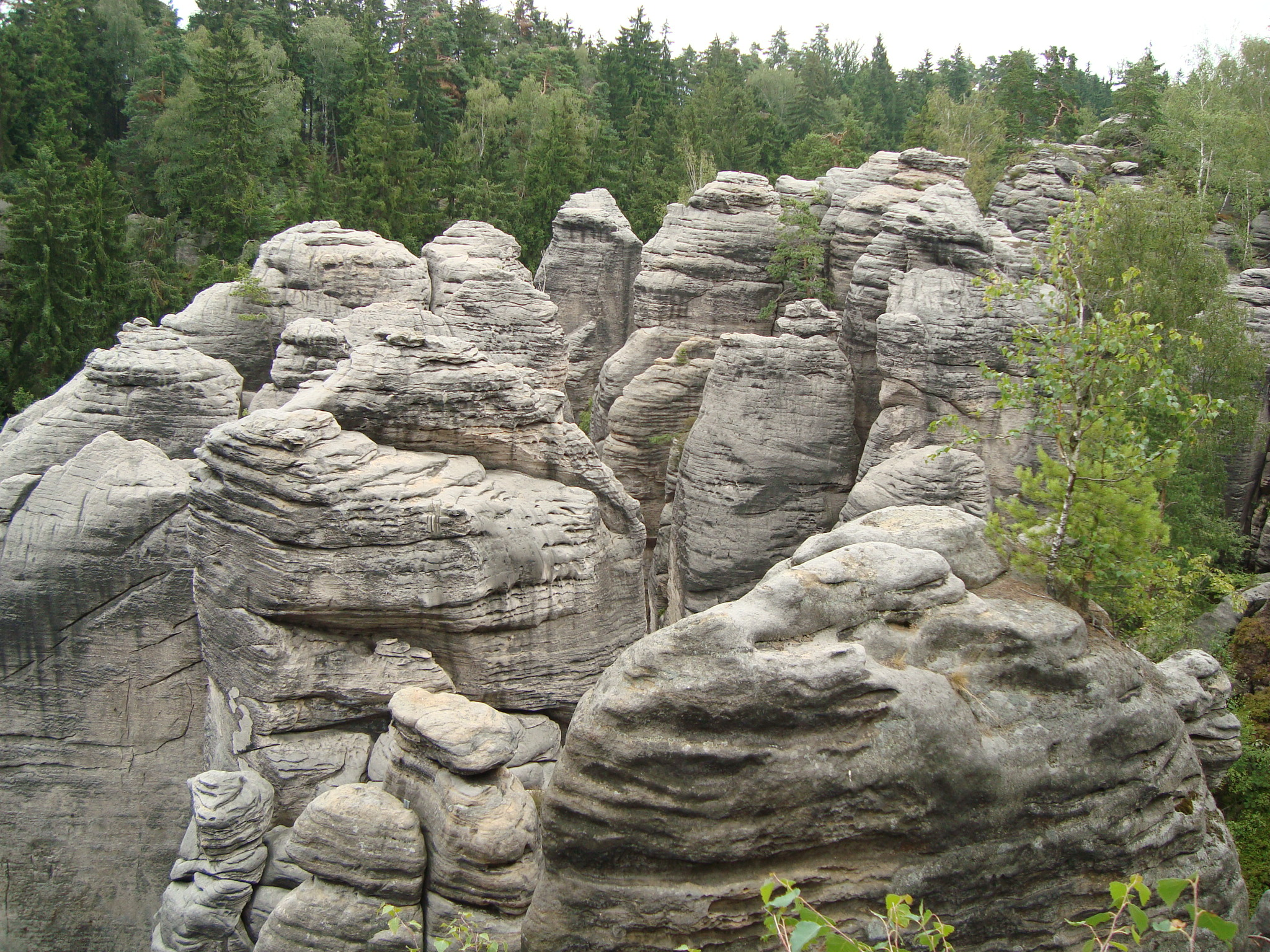
Prachovské skály
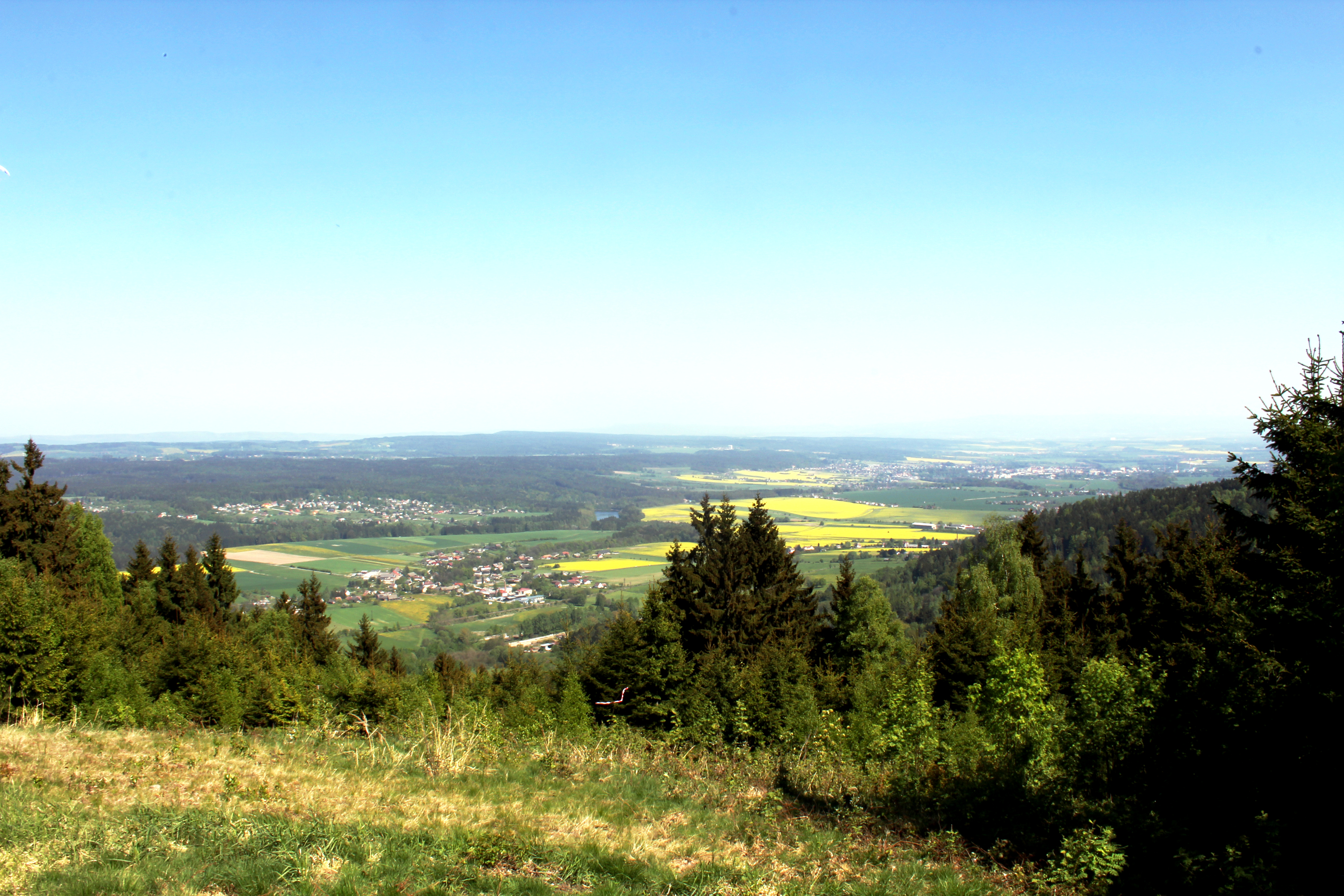
Pohled ze Zvičiny na Královédvorskou kotlinu
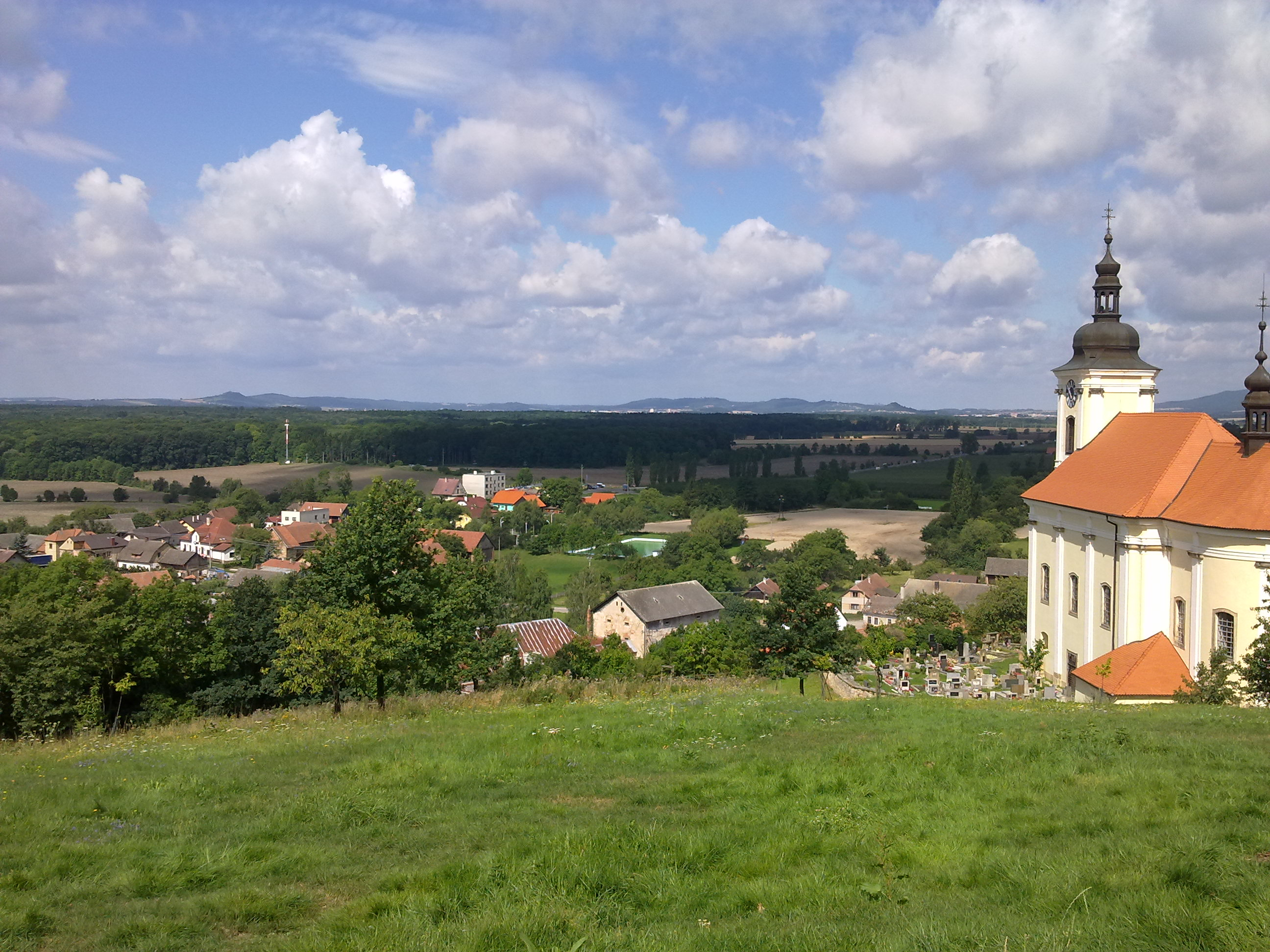
Západní konec Hořického hřbetu u Konecchlumí
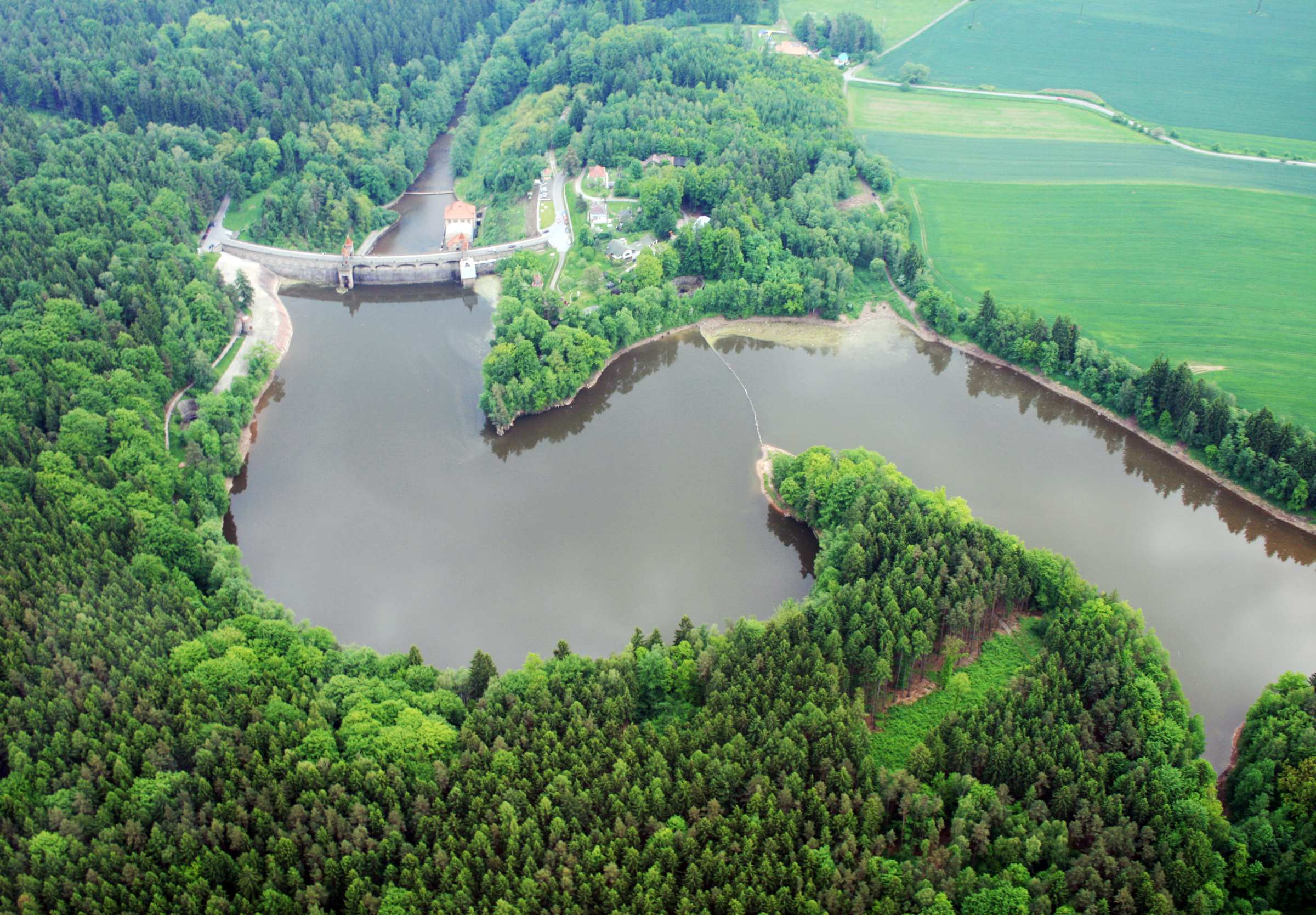
Vodní nádrž Les Království na Labi